# Viaduc ferroviaire d'Albi
Le viaduc ferroviaire d'Albi (dit aussi « viaduc de Casteviel » ou « pont ferroviaire d'Albi ») est un viaduc français de la ligne de Castelnaudary à Rodez qui permet le franchissement du Tarn à Albi, dans le département du Tarn en région Occitanie.

## Situation ferroviaire
Établi à 170 mètres d'altitude, le viaduc ferroviaire d'Albi est établi au point kilométrique (PK) 414,172 de la ligne de Castelnaudary à Rodez, entre les gares d'Albi-Ville et d'Albi-Madeleine.

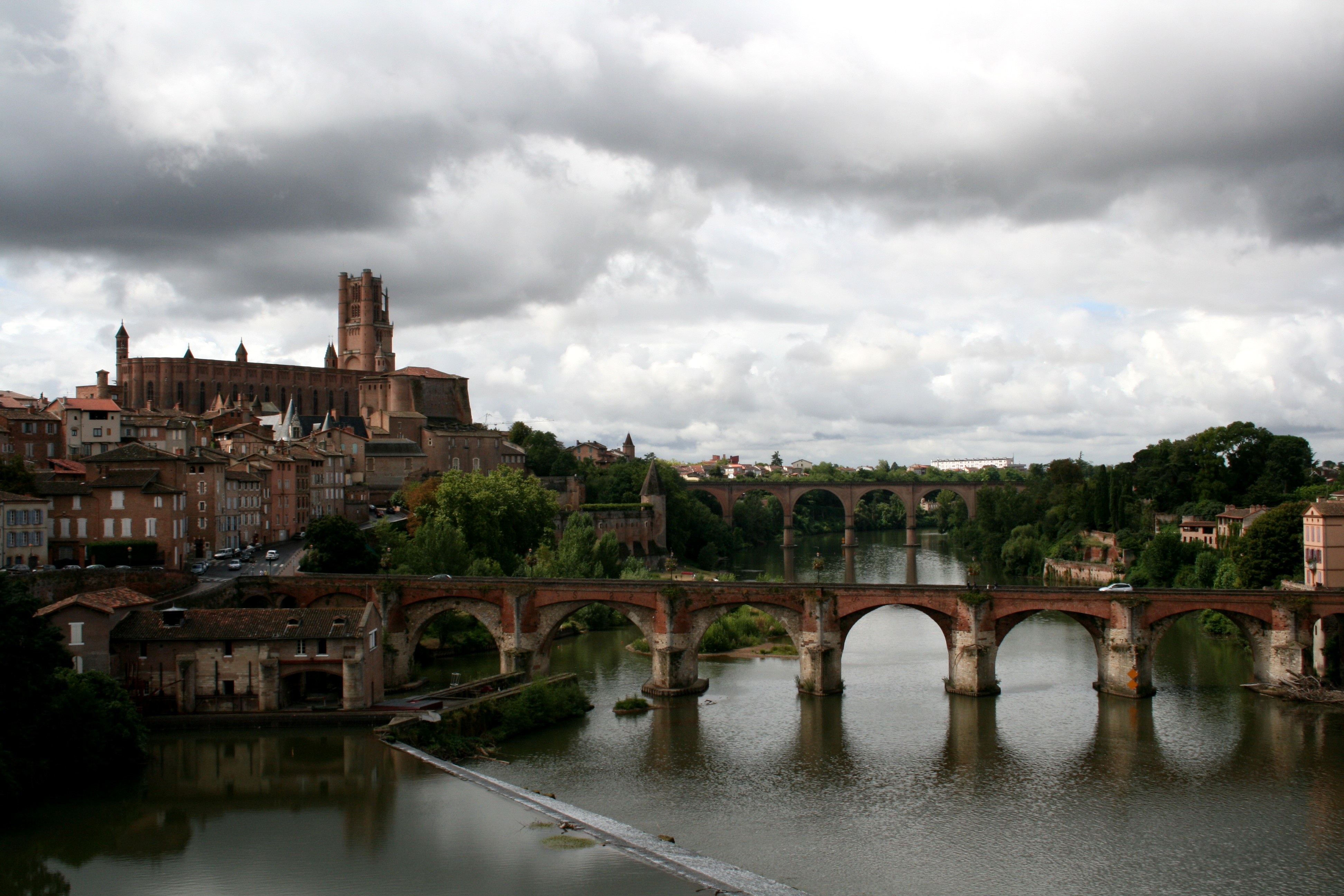
Le viaduc ferroviaire est au second plan

## Histoire
Construit en 1866, le viaduc ferroviaire d'Albi est mis en service le 15 décembre 1869.
Des travaux de rénovation du viaduc ont lieu pendant l'été 2009. Réalisés sur l'enveloppe du Plan rail Midi-Pyrénées, ils ont consisté à refaire la totalité de l'étanchéité et notamment changer les rails par des « longs rails soudés ».
En 2011, dans le cadre d'un projet d'ajout d'une passerelle piétonne et cyclable en encorbellement, la qualité de la structure et sa capacité à supporter cet ajout a été l'objet d'études approfondies qui ont conclu au bon état de l'ouvrage et à la « faisabilité technique du projet ».

## Caractéristiques
D'une longueur de 217 mètres le viaduc comporte sept arches de 25 m d'ouvertures, cinq d'entre elles surplombent le Tarn. Il est construit en briques et pierres de taille.

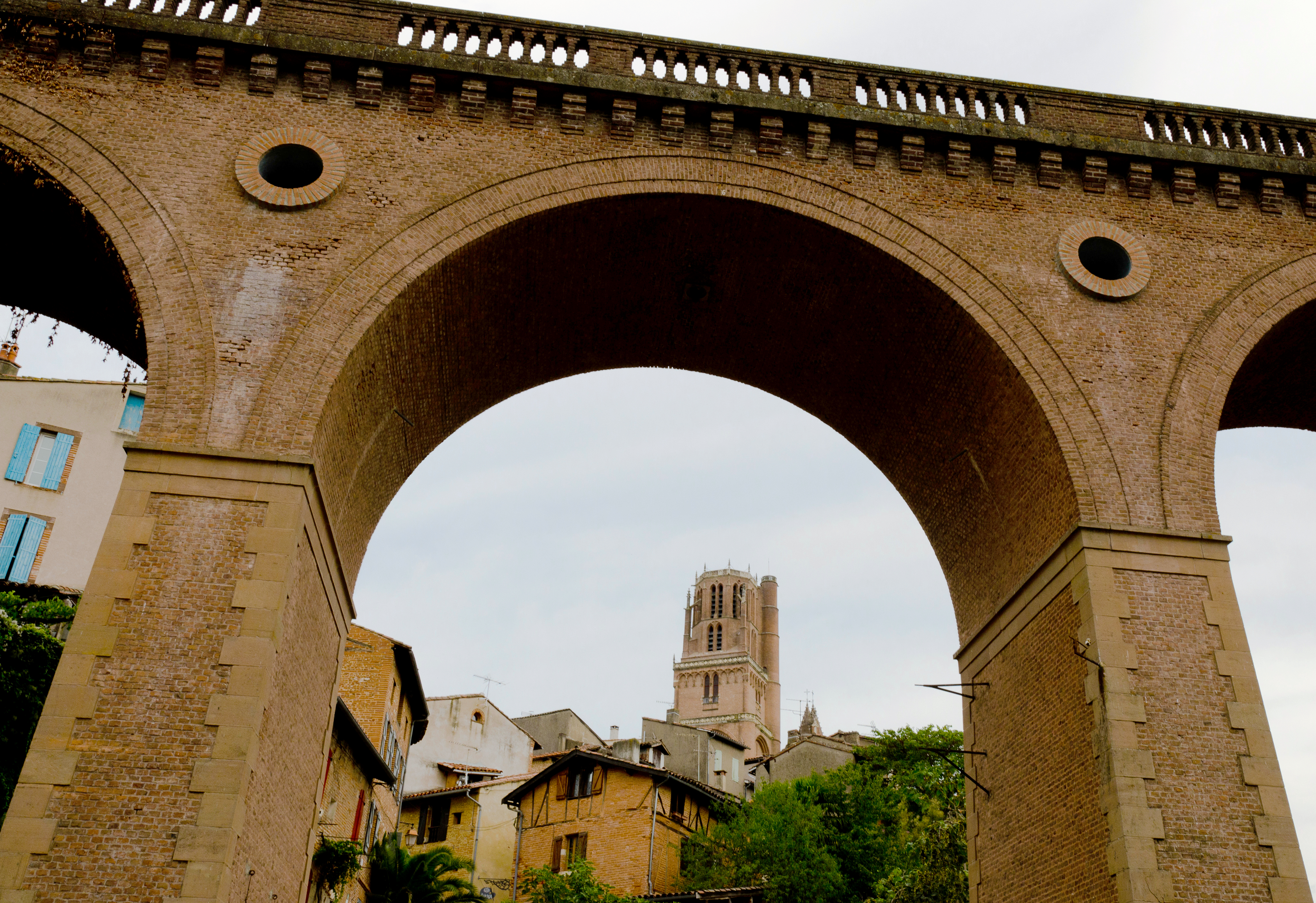
Détail.
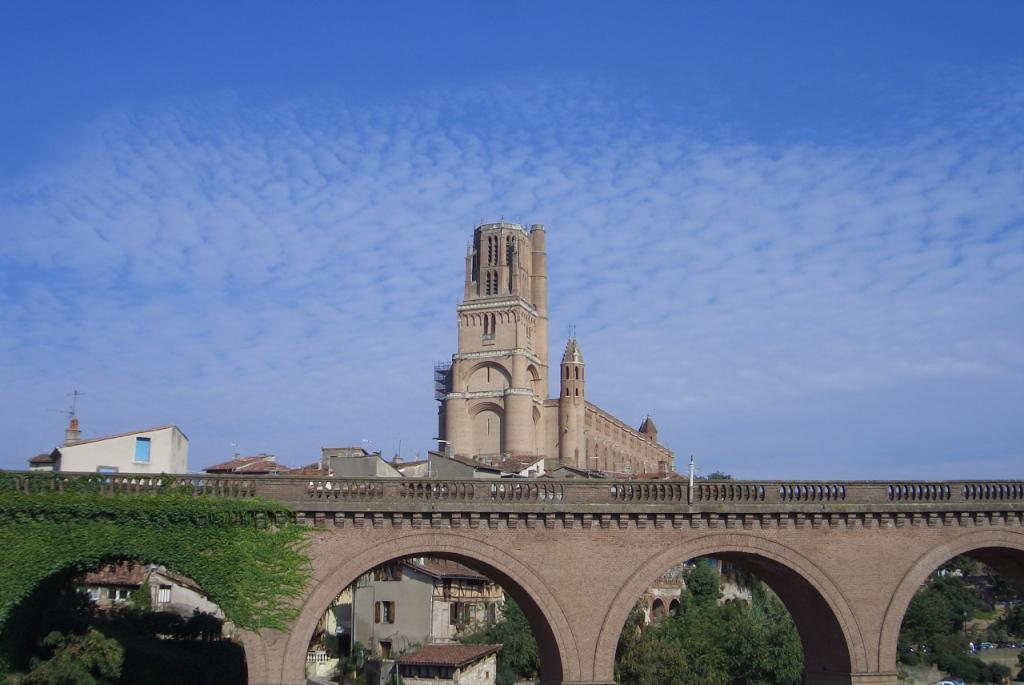
Détail.

## Exploitation
Le viaduc est inclus dans la « ligne de Tessonnière à Rodez » qui est utilisé pour des trafics voyageurs et fret. Notamment, le trafic quotidien de trains TER est de 17 en 2008.

## Le viaduc dans l'Art

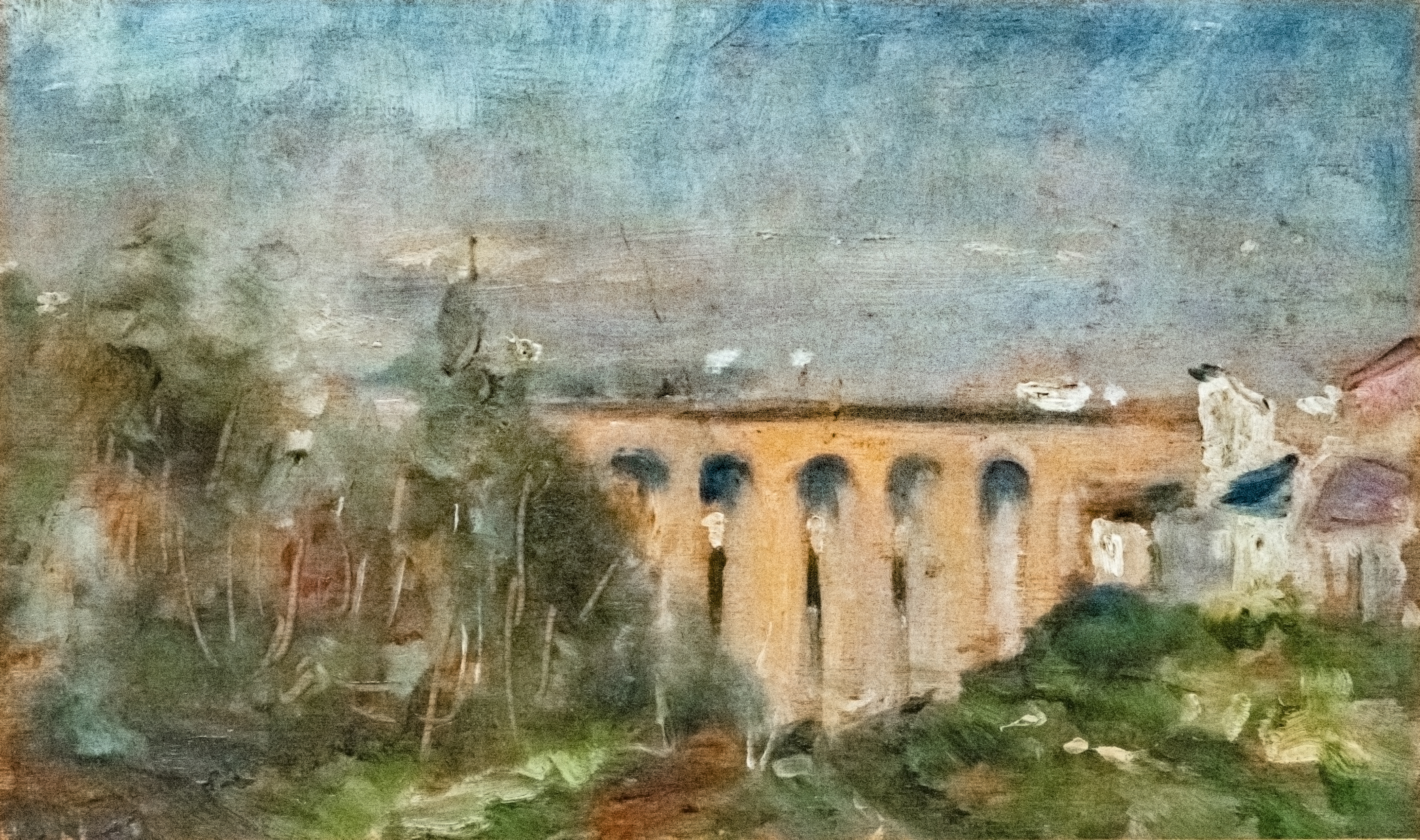
Le viaduc du Castelviel - Toulouse-Lautrec

Toulouse-Lautrec a peint, en 1882, une toile intitulée « Le viaduc de Castelviel a Albi ».